# Faringoscopia
La faringoscopia (in inglese pharyngoscopy) è una procedura diagnostica effettuato sulla faringe,
che consente al medico di esaminare questo breve tratto anatomico, ricorrendo all'inserimento di uno strumento, denominato faringoscopio, che ne permette una visualizzazione diretta.
L'esame per certi aspetti è molto simile alla laringoscopia, e permette di vedere le alterazioni strutturali di questo tratto del canale digerente.

## Storia
La faringoscopia fu messa a punto nel XVIII secolo da un certo Guillaumot che ne descrisse la procedura nel suo lavoro del 1870 "D'un moyen facile d'examiner l'arrière-gorge".

## Anatomia
La faringe si compone di tre sezioni:
- faringe nasale o rinofaringe: la zona situata posteriormente al naso;
- faringe orale o orofaringe: comprendente la parte posteriore della bocca (il palato molle), la base della lingua e la regione tonsillare;
- ipofaringe: la parte più declive (bassa) della faringe

## Utilizzo
Questa tecnica permette di esaminare e visualizzazione direttamente il canale muscolo-membranoso faringeo, ricorrendo inoltre a degli opportuni ingrandimenti delle immagini che si ottengono, consentendo di riscontrare e diagnosticare eventuali anomalie strutturali.
Questa tecnica si è rivelata particolarmente utile nella diagnosi di tumori (neoplasie), infiammazioni, corpi estranei e polipi. Nel corso della procedura è anche possibile eseguire con una buona precisione delle biopsie delle zone anomale.

## Procedura
L'esame può essere effettuato in un contesto ambulatoriale.

Al paziente viene richiesto di non mangiare o bere per alcune ore fino a quando non sia certo di poter tornare a deglutire normalmente. Il paziente durante l'esame rimane sveglio e cosciente. In pazienti particolarmente agitati o scarsamente collaboranti il medico può infondere 2–5 mg di midazolam endovena per ridurre l'ansia e favorire il rilassamento muscoloscheletrico.
- Faringoscopia nasale: innanzitutto il medico ricorre ad una anestesia locale per ridurre la sensibilità della zona interessata ed eventualmente utilizza una preparazione spray contenente un vasocostrittore al fine di ridurre il discomfort causato dalla procedura (alcuni studi clinici tuttavia suggeriscono che l'utilizzo di questi agenti sia di scarsa utilità).[6][7]  Successivamente un tubo sottile e flessibile viene posto dentro la narice e guidato delicatamente in direzione della gola.

Una telecamera posta all'estremità del tubo invia le immagini ad un sistema dotato di monitor e possibilità di registrazione.
- Faringoscopia orale:  può essere fatta abbassando la lingua e pronunciando la vocale "a".[10]

Il paziente al termine della procedura deve ricordare che è opportuno astenersi dalla guida di autoveicoli o dall'utilizzo di macchinari pericolosoi per almeno 24 ore. Questa precauzione riveste particolare importanza se è stato necessario ricorrere alla infusione di midazolam o farmaci simili per ottenere una blanda sedazione del paziente.

## Complicanze
La procedura in genere comporta problemi minori. In situazioni assolutamente eccezionali si possono verificare problemi più gravi.
- Minime lesioni a livello della gengiva, determinate dal passaggio del faringoscopio, più probabili se si è privi dei denti superiori.
- Minime ferite, lividi o tumefazioni da faringoscopio, a livello delle labbra e della lingua, sul palato od in gola.
- Alterazioni temporanee del senso del gusto.
- Variazioni temporanee della motilità e della sensibilità della lingua.
- Dolorabilità di gola (faringodinia) che si associa alla procedura e tende a perdurare per alcuni giorni dopo l'esame. Qualsiasi disagio dovrebbe rispondere alla assunzione di semplici analgesici come paracetamolo, ibuprofene e simili.
- Raramente l'esecuzione di biopsie (prelievi di tessuto per l'esame istologico) nel corso della procedura può determinare sanguinamento, in genere facilmente controllabile.